# ITN
Independent Television News (ITN) é um canal de notícias britânico fundado em 1955, através da Independent Television Authority (ITA, Autoridade de Televisão Independente) como parte da nova rede de TV comercial do Reino Unido referido como "Independent Television" (mais tarde ITV).

## Controvérsias
No dia 26 de novembro de 1977, uma voz não identificada interrompeu uma transmissão da Independent Television News e transmitiu uma mensagem de 600 palavras ao vivo, em Inglês, aos telespectadores na zona sul de Inglaterra. A interrupção durou cerca de seis minutos. Uma agência governamental do Reino Unido tentou bloquear o sinal, sem sucesso, e milhares de pessoas telefonaram para a estação televisiva e para a polícia.
A origem da voz nunca foi identificada e como na época necessitavam de muita tecnologia para realizar uma ação como essa muitas pessoas passaram a acreditar que realmente era uma transmissão alienígena.